# Lamproglena wilsoni
Lamproglena wilsoni is een eenoogkreeftjessoort uit de familie van de Lernaeidae. De wetenschappelijke naam van de soort is voor het eerst geldig gepubliceerd in 1955 door Capart.